# 1. FC Slovácko v evropských fotbalových pohárech
Toto je přehled všech výsledků fotbalového klubu 1. FC Slovácko v evropských fotbalových pohárech.

## Přehled výsledků v evropských pohárech
| Sezóna  | Soutěž           | Kolo        | Stát      | Klub                       | Skóre                       | Střelci branek                                                     |
| ------- | ---------------- | ----------- | --------- | -------------------------- | --------------------------- | ------------------------------------------------------------------ |
| 2001    | Pohár Intertoto  | 2. kolo     | Rumunsko  | FC Universitatea Craiova   | 5:4 (3:2, 2:2)              | Jan Trousil, Lubomír Blaha, Vladimír Malár, Miroslav Hlahůlek      |
|         |                  | 3. kolo     | Francie   | Stade Rennais              | 4:7 (0:5, 4:2)              | Lubomír Blaha, Tomáš Polách, (z pen.) Libor Soldán                 |
| 2002    | Pohár Intertoto  | 1. kolo     | Moldavsko | Constructorul-93 Ciobruciu | 4:0 (0:0, 4:0)              | Michal Meduna, Jan Palinek, Tomáš Mica                             |
|         |                  | 2. kolo     | Švédsko   | Helsingborgs IF            | 4:2 (4:0, 0:2)              | Jiří Kowalík, Michal Meduna, Václav Činčala                        |
|         |                  | 3. kolo     | Francie   | FC Sochaux                 | 0:3 (0:3, 0:0)              |                                                                    |
| 2003    | Pohár Intertoto  | 2. kolo     | Srbsko    | OFK Bělehrad               | 4:3 (1:0, 3:3)              | (vlastní) Trišovič, Tomáš Polách, Rastislav Kostka, Martin Abraham |
|         |                  | 3. kolo     | Německo   | VfL Wolfsburg              | 0:3 (0:1, 0:2)              |                                                                    |
| 2021/22 | Konferenční liga | 2. předkolo | Bulharsko | PFK Lokomotiv Plovdiv      | 1:2 (0:1, 1:0, penalty 2:3) | Vlastimil Daníček                                                  |
| 2022/23 | Evropská liga    | 3. předkolo | Turecko   | Fenerbahce Istanbul        | 1:4 (0:3, 1:1)              | Ondřej Šašinka                                                     |
| 2022/23 | Konferenční liga | 4. předkolo | Švédsko   | AIK Stockholm              | 4:0 (3:0, 1:0)              | Milan Petržela, Vlasij Sinjavskij, Petr Reinberk                   |
| 2022/23 | Konferenční liga | Skupina D   | Francie   | OGC Nice                   | 0:1 D, 2:1 V                |                                                                    |
| 2022/23 | Konferenční liga | Skupina D   | Srbsko    | FK Partizan                | 3:3 D, 1:1 V                |                                                                    |
| 2022/23 | Konferenční liga | Skupina D   | Německo   | 1. FC Köln                 | 0:1 D, 2:4 V                |                                                                    |